# Froschbachtal

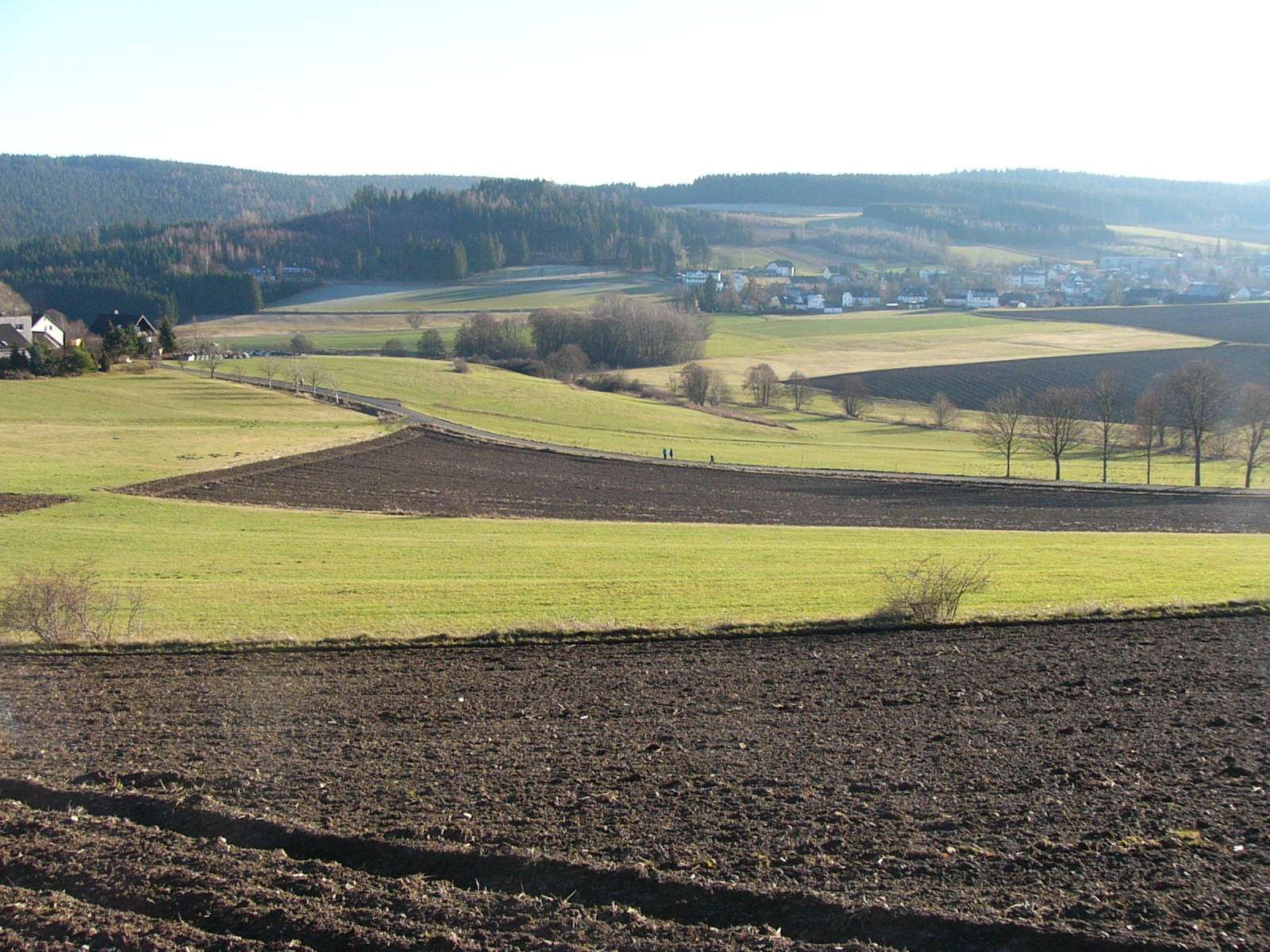
Froschbachtal zwischen Thierbach und Bobengrün

Das Froschbachtal befindet sich im östlichen Frankenwald im Landkreis Hof und erstreckt sich von Thierbach und Bobengrün über Christusgrün und Dürrnberg bis nach Froschbach. Der Name Froschbach leitet sich von Fraischbach (Grenzbach) ab.
Das Froschbachtal ist vor allem aufgrund der Pfade und Aussichten  bei Wanderfreunden bekannt und beliebt. 
Jedes Jahr am Pfingstwochenende findet im Tal die Bobengrüner Pfingsttagung statt, ein dreitägiges Treffen mit biblischen Themen, Gottesdiensten und Zeltlager, das vom CVJM Bayern veranstaltet wird und bis zu zehntausend Besucher anlockt. 
2005 wurde die Spielvereinigung 05 Froschbachtal mit dem Ziel gegründet, die Fußballabteilungen des ATSV Thierbach/Marxgrün und des ATS Bobengrün (aufgrund der demografischen Entwicklung in der Region) zusammenzuführen und gemeinsam erfolgreich Fußball zu spielen.